# The Shadow I Remember
The Shadow I Remember è l'ottavo album in studio del gruppo musicale statunitense Cloud Nothings, pubblicato nel 2021.

## Tracce
1. Oslo – 4:08
2. Nothing Without You – 3:18
3. The Spirit Of – 2:30
4. Only Light – 2:37
5. Nara – 2:28
6. Open Rain – 3:01
7. Sound of Alarm – 3:03
8. Am I Something – 3:26
9. It's Love – 1:31
10. A Longer Moon – 2:51
11. The Room It Was – 3:15

## Formazione
- Dylan Baldi – voce, cori, chitarra ritmica
- Chris Brown – chitarra solista, tastiera, cori
- TJ Duke – basso, cori
- Jayson Gerycz – batteria